# 陳謨 (成化壬辰進士)
陳謨（1437年—？），字師禹，浙江紹興府餘姚縣人，民籍。明朝政治人物。進士出身。

## 生平
成化四年（1468年）戊子科應天鄉試第五名舉人。成化八年（1472年）壬辰科會試第一百九名，殿試登第二甲第三十九名進士。

## 家族
曾祖父陳訓義，贈吏部郎中。祖父陳叔剛，曾任吏部郎中。父亲陳禮序。